# 川澄氏
川澄氏（かわずみし）は日本の氏族のひとつ。河澄とも。

## 概要
本姓を平氏、家系を桓武天皇第三皇子 葛原親王の第一王子 高見王の子 高望王を祖とする桓武平氏の流れで、第二代 平国香の嫡男 貞盛を祖とする大掾氏の一門 小栗氏の庶流にあたる。本貫は常陸国真壁郡河澄邑であり、小栗遠江守重政の子 重顕より始まるという。
また、下総国に武蔵丹党の川澄氏あり。青木重勝の子 重経が川澄姓を名乗るという。また、三河国額田郡の豪族に川澄氏がある。

## 水戸藩の川澄氏
江戸時代初期、水戸藩士 川澄勘解由幸隆なる武士がおり、旧佐竹家臣 安島善衛門信重の長女を妻とするという。その縁で妻の甥 安島治左衛門信次が水戸藩士に推挙されるという。この治左衛門より6代目の末裔が幕末の水戸藩家老 安島帯刀信立である。
なお、幕末の水戸藩で志士・義民として活躍した人物に川澄姓の者がいるので以下に記載する。
- 川澄次郎左衛門 茨城郡小幡村の百姓。天狗党の乱に天狗方に与し、元治元年（1864年）7月25日、水戸城南 藤柄町で討ち死にする。享年43。靖国神社合祀[3]。
- 川澄善兵衛 別称 鬼平とも。茨城郡小幡村の百姓。天狗勢に加わり西上するが捕えられる。慶応元年（1865年）2月16日（15日とも）、越前国敦賀で斬首。享年28。靖国神社合祀[4]。